# カスミサンショウウオ
カスミサンショウウオ (霞山椒魚、Hynobius nebulosus) は、両生綱有尾目サンショウウオ科サンショウウオ属に分類される有尾類。サンショウウオ属の模式種。

## 分布
日本（九州北部および西部 - 鹿児島県、熊本県、佐賀県、長崎県＜壱岐・福江島を含む＞、福岡県）。
模式標本の産地（模式産地）は長崎であり、シーボルトにより採取されたメスの成体のものである。

## 形態
全長オス8.4 - 11.9センチメートル。頭胴長4.7 - 6.7センチメートル。尾は短く、頭胴長の約69.5パーセント。体側面に入る皺（肋条）は左右に13本ずつ。種小名 nebulosus は、ラテン語で「雲状の」の意。尾の背面および腹面の外縁に黄色い筋模様が入る。
頭部は幅広い。上顎中央部に並ぶ歯の列（鋤骨歯列）は、アルファベットの「V」字状。四肢は短く、後肢の趾は5本。
卵嚢は柄のような構造物はなく、表面には明瞭な筋が入らない。幼生は全長2.89 - 3.15センチメートル（長崎県）。幼生に爪はない。背面は淡褐色で、黒い斑点が入る。

## 分類
以前は岐阜県以西から九州にかけて分布する広域分布種とされていたが、形態・遺伝的な地域変異が大きく複数の隠蔽種を含んでいると考えられていた。2019年に形態やミトコンドリアDNAのシトクロムbの分子系統解析から本種のシノニムとされていたヤマトサンショウウオ H. vandenburghi（近畿地方東部から東海地方南部）を復活させ、アブサンショウウオ H. abuensis（島根県・山口県）・アキサンショウウオ H. akiensis（愛媛県今治市・広島県）・ヤマグチサンショウウオ H. bakan（大分県・山口県）・イワミサンショウウオ H. iwami（島根県北西部および広島県の県境周辺）・サンインサンショウウオ H. setoi（島根県東部から兵庫県北西部にかけて）・セトウチサンショウウオ H. setouchi（近畿地方西部＜淡路島含む＞から中国地方東部・四国東部）・ヒバサンショウウオ H. utsunomiyaorum（広島県から兵庫県にかけての中国山地）の7種が新種記載されたことで、本種を9種に分ける説が提唱された。この説に従うと狭義の本種は、九州北部および西部にのみ分布する。
属内では、ツシマサンショウウオやヤマグチサンショウウオに近縁とされる。

## 生態
繁殖期は壱岐や長崎では1月下旬から、少なくとも壱岐では3月下旬まで繁殖する。水たまりや池沼・溝・水路・休耕田などで繁殖する。

## 人間との関係
森林伐採や道路・砂防ダム建設による生息地の破壊、ペット用の乱獲などにより生息数は減少している。
絶滅危惧II類 (VU)（環境省レッドリスト）
2022年1月に特定第二種国内希少野生動植物種に指定されており、販売や頒布を目的とした捕獲や譲渡などの行為が禁止されている。
鹿児島県では、2014年4月22日に県指定天然記念物として指定されている。過去には広島県東広島市の市指定天然記念物として広義の「カスミサンショウウオ」が指定されていたが、先述（#分類）の2019年の分類見直しを受けて名称が「アキサンショウウオ」に変更された。